# Келечи (Советский район)
Келечи́ (укр. Келечі, крымскотат. Keleçi, Келечи) — исчезнувшее село в Советском районе Республики Крым, располагавшееся на севере района, в степной части Крыма, примерно в 2,5 км к северу от современного села Октябрьское.

## История
Первое документальное упоминание села встречается в Камеральном Описании Крыма… 1784 года, судя по которому, в последний период Крымского ханства Геледжи входил в Кучук Карасовский кадылык Карасьбазарскаго каймаканства. После присоединения Крыма к России (8) 19 апреля 1783 года, (8) 19 февраля 1784 года, именным указом Екатерины II сенату, на территории бывшего Крымского Ханства была образована Таврическая область и деревня была приписана к Левкопольскому, а после ликвидации в 1787 году Левкопольского — к Феодосийскому уезду Таврической области. После Павловских реформ, с 1796 по 1802 год, входила в Акмечетский уезд Новороссийской губернии. По новому административному делению, после создания 8 (20) октября 1802 года Таврической губернии, Келечи был включён в состав Урускоджинской волости Феодосийского уезда.
По Ведомости о числе селении, названиях оных, в них дворов… состоящих в Феодосийском уезде от 14 октября 1805 года, в деревне Келече числилось 15 дворов и 100 жителей. На военно-топографической карте генерал-майора Мухина 1817 года деревня Келеше обозначена с 22 дворами. После реформы волостного деления 1829 года Келечи, согласно «Ведомости о казённых волостях Таврической губернии 1829 года», отнесли к Бурюкской волости (переименованной из Урускоджинской). На карте 1836 года в деревне 15 дворов. Затем, видимо, вследствие эмиграции крымских татар в Турцию, деревня опустела, и на карте 1842 года Келечи обозначен условным знаком «малая деревня» (это означает, что в нём насчитывалось менее 5 дворов).
В 1860-х годах, после земской реформы Александра II, деревню приписали к Шейих-Монахской волости. Согласно «Списку населённых мест Таврической губернии по сведениям 1864 года», составленному по результатам VIII ревизии 1864 года, Келечи — владельческая деревня немецких колонистов с 12 дворами и 40 жителями при колодцах. По обследованиям профессора А. Н. Козловского начала 1860-х годов, в селении «кроме солонцеватой воды из колодцев глубиною 2—4 сажени (от 4 до 8,5 м) другой воды не имеется». На трёхверстовой карте Шуберта 1865—1876 года деревня Келечи обозначена с 4 дворами.
После земской реформы 1890 года, деревню отнесли к Цюрихтальской волости того же уезда. По «…Памятной книжке Таврической губернии на 1892 год» в безземельной деревне Келечи, не входившей ни в одно сельское общество, было 110 жителей, у которых домохозяйств не числилось. По Статистическому справочнику Таврической губернии. Ч.II-я. Статистический очерк, выпуск пятый Феодосийский уезд, 1915 год, в деревне Келечи Цюрихтальской волости Феодосийского уезда числилось 18 дворов (все дворы безземельные) с татарским населением в количестве 10 человек приписных жителей и 111 «посторонних», из которых 64 мужчин и 57 женщин. Жители землёй не владели, в хозяйствах имелось 30 лошадей, 10 волов и 25 коров В дальнейшем в доступных источниках упоминаний о Келечи не встречается.